# Desperate Rescue: The Cathy Mahone Story
Desperate Rescue: The Cathy Mahone Story (bra: O Resgate de Lauren Mahone) é um telefilme norte-americano de 1993, dos gêneros ação e drama, dirigido por Richard A. Colla, com roteiro de Guerdon Trueblood baseado numa história real.

## Sinopse
Homem pega sua filha de 7 anos para uma visita de final de semana e não volta mais. Desesperada, a mãe descobre que ele vendeu tudo e foi para a Jordânia. Ela recorre ao Consulado, à Corte Federal, à ONU, mas não obtém nenhuma ajuda. Ela resolve então vender sua agência de empregos e hipotecar a casa para contratar os serviços de um grupo antiterrorista especializado neste tipo de resgate. 

## Elenco
- Mariel Hemingway como Cathy Mahone
- Lindsey Haun como Lauren Mahone
- Andrew Masset como Ali
- James Russo como Don Feeney
- Jeff Kober como J. D. Roberts
- Clancy Brown como Dave Chattelier